# La leggenda di Billie Jean
La leggenda di Billie Jean è un film del 1985 diretto da Matthew Robbins ed interpretato da Helen Slater, Keith Gordon, Christian Slater e Peter Coyote.

## Produzione
Inizialmente il film doveva intitolarsi Fair Is Fair.
Il film è stato girato dal 21 settembre al dicembre 1984. I luoghi delle riprese includevano il Sunrise Mall e diverse località lungo South Padre Island Drive a Corpus Christi (Texas).

## Colonna sonora
Craig Safan realizzò la colonna sonora originale del film, scrivendo un paio di brani strumentali in stile synthpop. Inoltre, alla colonna sonora furono aggiunti alcuni brani rock mai ufficialmente pubblicati prima. La sigla del film, "Invincible" di Pat Benatar, raggiunse la decima posizione nella Billboard Hot 100 nel settembre 1985, mentre la ristampa del singolo "Rebel Yell" di Billy Idol raggiunse la sesta posizione nella classifica UK Singles Chart nell'ottobre 1985.
- "Invincible" (Theme from "The Legend of Billie Jean") – Pat Benatar
- "Closing In" – Mark Safan
- "Boys in Town" – Divinyls
- "Heart Telegraph" – Divinyls
- "Rebel Yell" – Billy Idol
- "It’s My Life" – Wendy O. Williams
- "Time to Explain" – Bruce Witkin & The Kids
- "Self Defense" – Chas Sanford

## Distribuzione
Il film venne distribuito nei cinema statunitensi dalla Tri-Star Pictures il 19 luglio 1985.